# Santuario della Madonna di Senales
Il santuario della Madonna di Senales (in tedesco Wallfahrtskirche Unser Frau im Schnalstal) è uno dei principali santuari in Alto Adige, e si trova a 1508 m, in Val Senales, nel territorio comunale di Senales.

## Storia

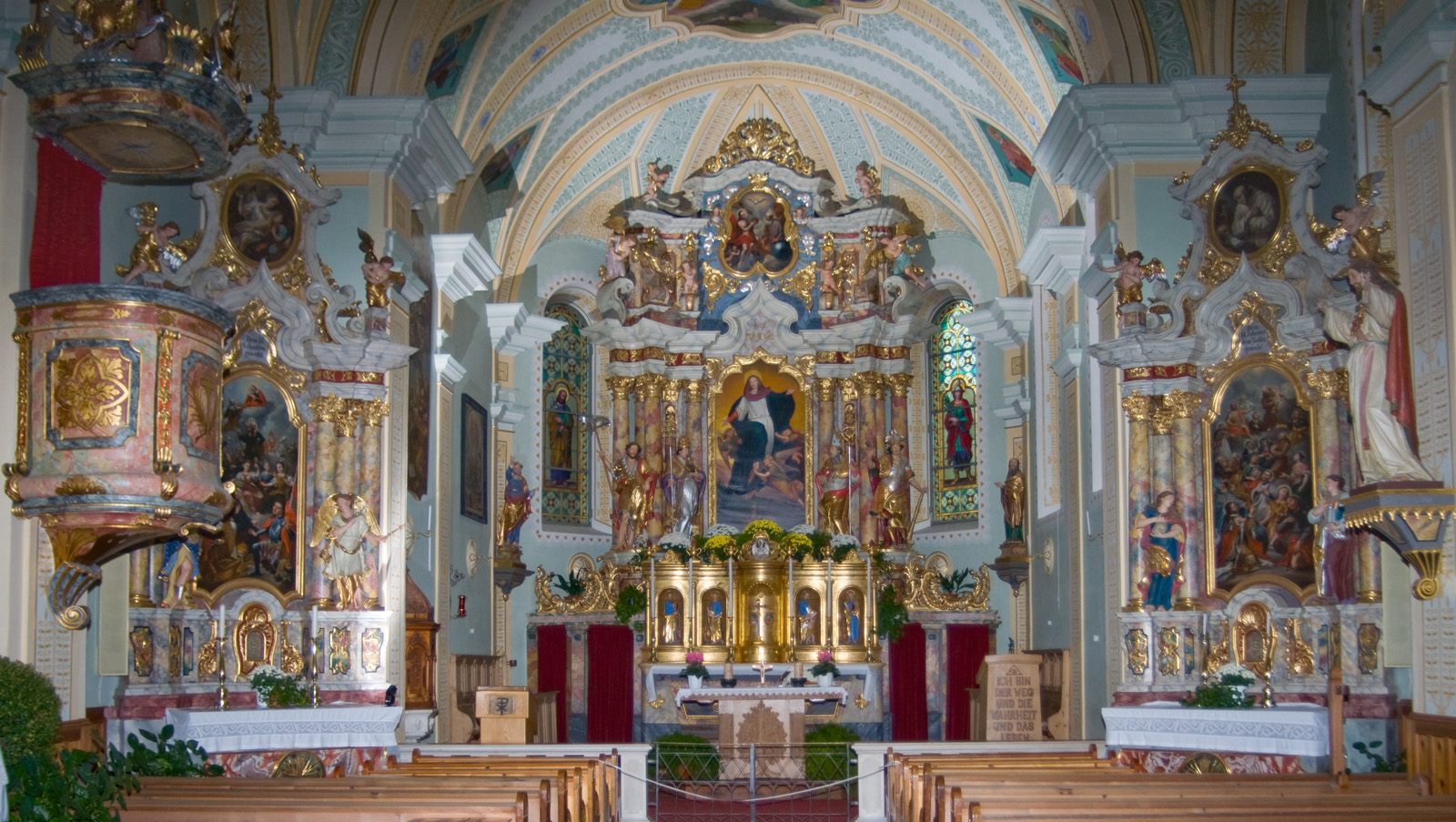
Interno del santuario

La valle di Senales fu da sempre frequentata come valle di passaggio per passare dall'attuale Italia all'Austria tramite il Giogo Basso, ed in seguito mediante il Fernpass giungeva in Germania.
Nel 1304 fu ritrovata nel luogo dell'attuale santuario, una piccola statua in faggio, in stile romanico-gotico, alta 13 cm, raffigurante la Madonna con il Bambino Gesù. Dopo circa due anni, ovvero nel 1306, fu edificata una chiesa in suo onore. Si suppone che la statua fu lasciata lì da qualche pellegrino proveniente da sud (o dalla Terra santa) ad una famiglia contadina del posto.
Nel 1312 un documento cita una prima indulgenza; già nel 1349 si ha un ingrandimento della prima cappella, dove viene allestito un apposito altare dedicato alla Madonna. Nel 1366 il vescovo della Diocesi di Coira certifica che in questo luogo "si ripetono spesso" dei miracoli. Nel 1407 la chiesa in stile gotico viene completata, e tra il 1445 e il 1449, Senales viene elevato a livello di Parrocchia; ciò rende anche necessario un nuovo ampliamento e restauro della chiesa, ora in stile barocco.
Nel 1797 fu definitivamente completata la parte alta del campanile, che dallo stile gotico originale, cambiò con uno "a cipolla". Nel 1881 l'interno della chiesa viene decorato con raffigurazioni dei santi: David, Martino, Floriano, Giorgio, Francesco, Cecilia, mentre nel presbiterio: Bonifacio, Vigilio, Valentino e Corbiniano.

## Sentiero del pellegrinaggio
Oltre al santuario, esiste anche un apposito sentiero di pellegrinaggio, che parte a sud del paese giungendo alla chiesa. Questo, inaugurato nel 1999, inizia nella località sportiva Texel a sud del paese e si addentra nel bosco di larici passando per un totale di sei stazioni raffiguranti Maria, per un tempo totale di 60 minuti.

### Le stazioni
- Prima stazione: contiene una copia della statuetta, ad opera di Alois Rainer, con la scritta "Maria, Madre miracolosa di Senales, prega per noi";
- Seconda stazione: raffigura l'annunciazione a Maria ad opera di Tappeiner Josef, con la scritta "Si faccia di me secondo la tua parola";
- Terza stazione: raffigura la Nascita di Gesù a Betlemme, ad opera di Alois Rainer, con la scritta "Per voi è nato il Redentore, Cristo, il Signore";
- Quarta stazione: raffigura la Pietà, ad opera di Josef Santer, con la scritta "Una spada trafiggerà il tuo cuore";
- Quinta stazione: raffigura Maria con gli apostoli e le donne durante la Pentecoste, ad opera di Ulrich Santer;
- Sesta stazione: è la chiesa stessa, con all'interno, lungo la navata sinistra, l'altare dedicato alla Madonna con il Bambino.